# Calamus macrochlamys
Calamus macrochlamys är en enhjärtbladig växtart som beskrevs av Odoardo Beccari. Calamus macrochlamys ingår i släktet Calamus och familjen Arecaceae. Inga underarter finns listade i Catalogue of Life.